# عملية كريتون
عملية كريتون (بالإنجليزية: Creighton process) تتضمن هدرجة سلسلكة الكربون السداسية الكحولية . وتتمثل المادة المتفاعلة في 6،5،4،3،2 - خماسي هيدروكسي هيكسانال (ألدهيد) . وتتمثل المادة الناتجة في 6،5،4،3،2،1 - هيكسان هيكسول (كحول) ؛ قارن مع حالة الإيثيلين جليكول والجليسرول . ويمتلك الناتج ذرتين هيدروجين زيادة عن المادة المتفاعلة : حيث يتم استبدال مجموعة (–CHO) بمجموعة (CH-OH-) . 
وقد تم تسجيل براءة الاختراع لعملية كريتون عام 1920 م . للمزيد من التفاصيل ، يرجى الإطلاع على الوصلة الخارجية .

## وصلات خارجية
- http://www.chempensoftware.com/reactions/RXN161.htm نسخة محفوظة 8 يوليو 2011 على موقع واي باك مشين.